# Tipula (Lunatipula) fascipennis
Tipula (Lunatipula) fascipennis is een tweevleugelige uit de familie langpootmuggen (Tipulidae). De soort komt voor in het Palearctisch gebied.

## Kenmerken
Oranje soort zonder opvallende witte bultjes aan de achterzijde. Het lichaam is oranje en de thorax is lichtgrijsbruin. De cerci is kort aan de basis voordat het breder wordt. De vleugels zijn licht grijzig met een witte band die over de volledige breedte van de vleugel loopt. Het vrouwtje heeft een kenmerkende korte legboor.

## Levenswijze
Ze vliegen van mei tot augustus.

## Foto's

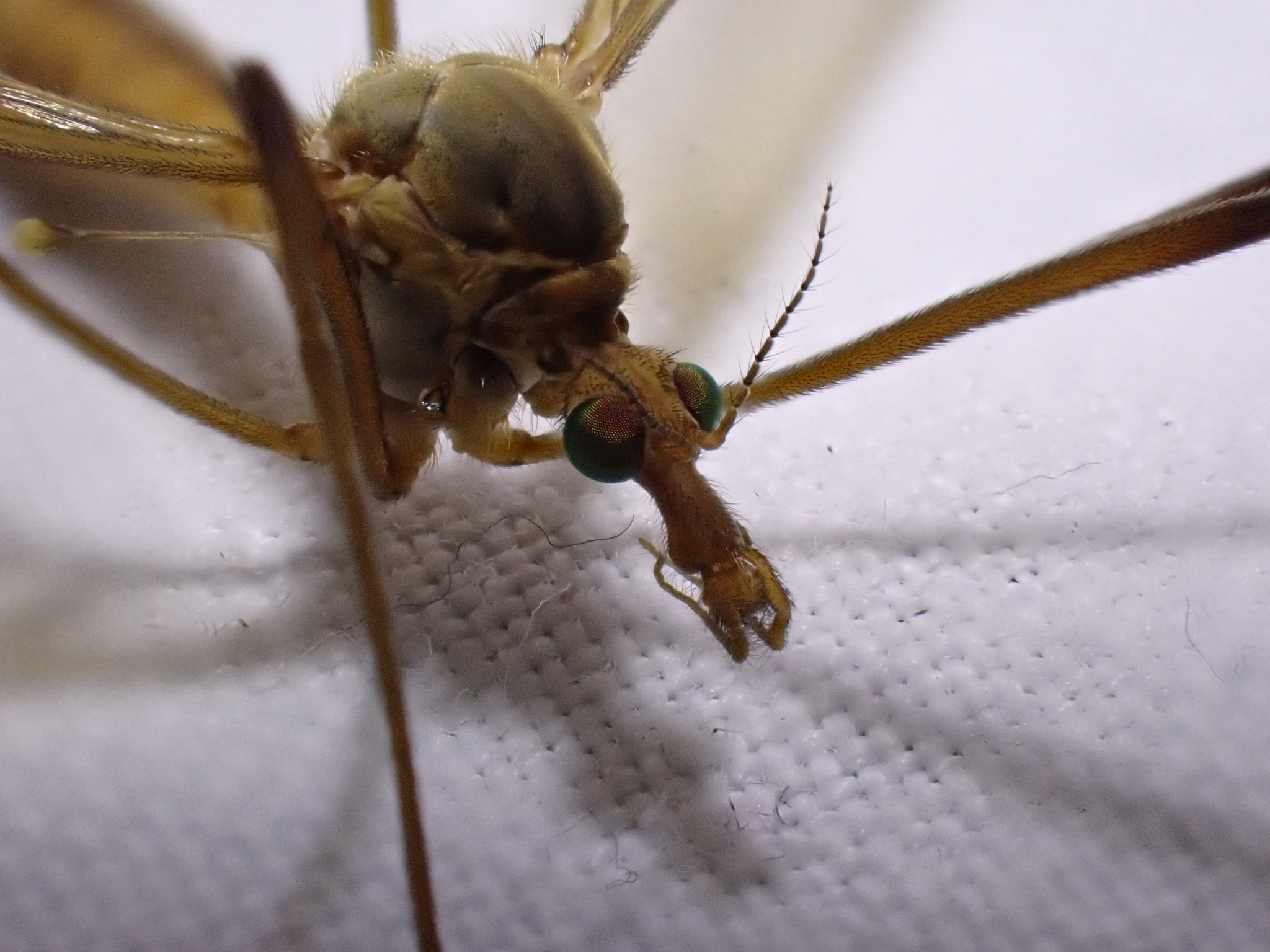
Kop
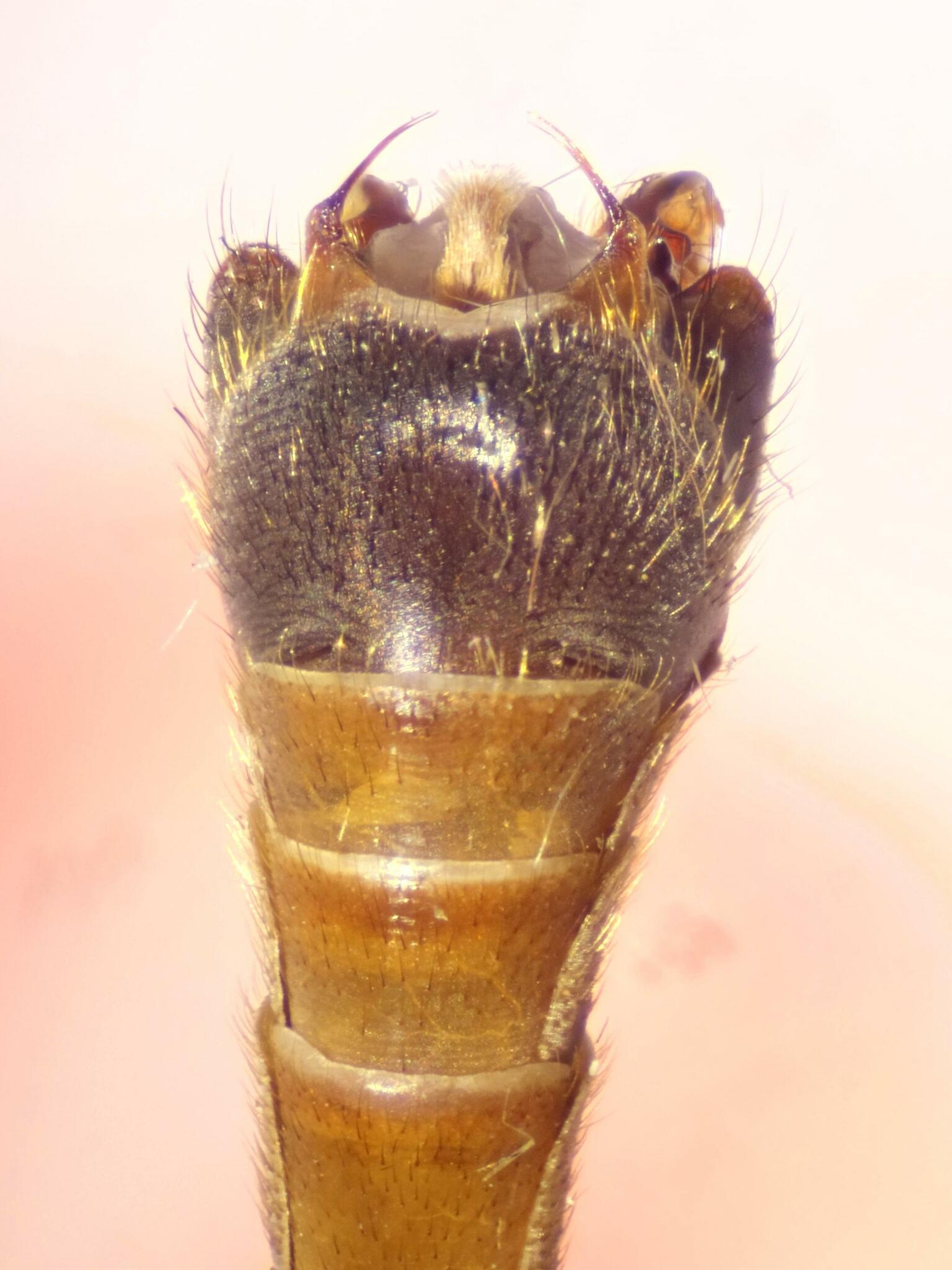
Ovipositor